# Rob Levin
Rob Levin (también conocido como lilo) fue el fundador de la red de IRC freenode y el dueño de PDPC. Falleció el 16 de septiembre de 2006 tras haber sido atropellado por un automóvil mientras paseaba en bicicleta en Houston, Texas el 12 de septiembre. No se sabe quién fue el automovilista debido a que huyó del lugar del accidente. Se cree que Rob no llevaba casco.